# HD 174567
HD 174567，又名BD+31 3373，SAO 67438、HR 7098，是一颗恒星，视星等为6.64，位于銀經61.51，銀緯14.17，其B1900.0坐标为赤經18h 45m 57s，赤緯+31° 14.17′ 51″。